# Schloss Smrčina

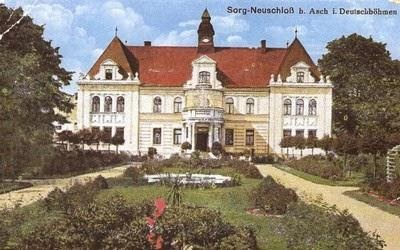
Schloss (Villa) Smircina (Sorg), ca. 1910; abgebrochen 1963. Reproduktion mit freundlicher Genehmigung von assky-web@seznam.cz

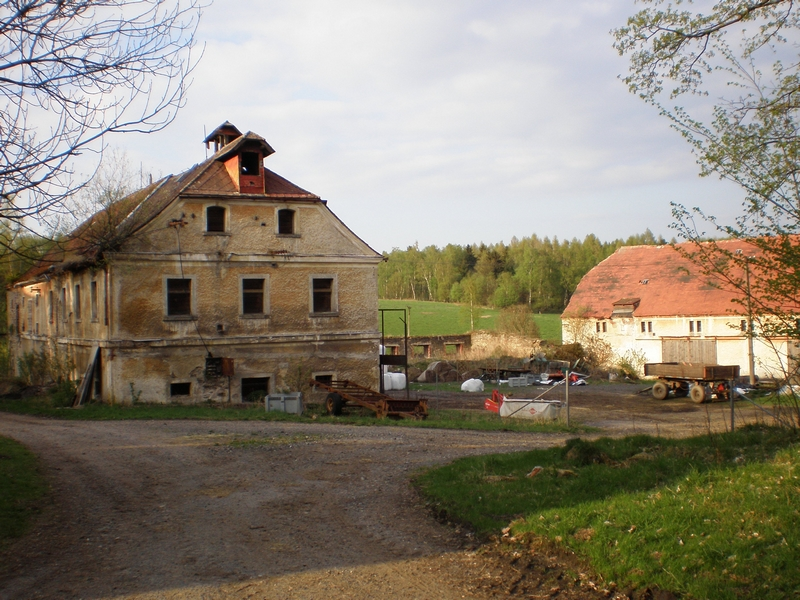
Verfallener Meierhof Smrčina (2009)

Das Schloss Smrčina (deutsch Schloss Sorg) befand sich auf dem Gebiet der Gemeinde Podhradí im Okres Cheb in Tschechien. Es wurde 1690 für Karl Joseph von Zedtwitz errichtet und war Sitz des Sorger Anteils der Herrschaft Asch. Im Jahre 1963 wurde es abgebrochen.

## Geographie
Das Schloss mit einem Meierhof, einigen Wohngebäuden und dem Sorgteich lag drei Kilometer nördlich von Aš am Oberlauf des Sorgbaches in der Ašská vrchovina. Durch Smrčina führt die Straße von Aš nach Hranice. Nördlich erhebt sich der Studánecký vrch (Hungersberg, 697 m n.m), im Südosten der Háj (Hainberg, 758 m n.m), westlich der Loupežník (Raubhäuserberg, 702 m n.m) und im Nordwesten der U Lomu (Finkenberg, 707 m n.m). Einen halben Kilometer nordwestlich liegt der Haltepunkt Podhradí an der Bahnstrecke Aš–Adorf.
Umliegende Orte sind Smrčina, Novomeští und Studánka im Norden, Podhradí im Nordosten, Gürth im Osten, Marak im Südosten, Větrov im Süden, Krásná und Černý Luh im Südwesten sowie Kamenná im Westen.

## Geschichte
Die Ansiedlung Sorga wurde wahrscheinlich im 13. Jahrhundert gegründet. Erstmals urkundlich erwähnt wurde das  Vorwerk Sorga 1288; dabei findet sich auch der Hinweis, dass es früher – wahrscheinlich ab 1281 als Teil des Egerlandes als Pfandbesitz – dem Vogt Heinrich von Plauen gehört hatte. Im Jahre 1290 belehnte der deutsche König Rudolf I. den Landesrichter Otto von Machwitz mit dem Gut Sorg samt Elfhausen. Im 14. Jahrhundert erwarben die Ritter von Neipperg Sorg und schlossen das Gut an die Burg Neuberg an. 1394 fiel der Besitz dieser Linie der Neipperger, die sich zuletzt „von Neuberg“ nannten, nach dem Tode Konrads von Neuberg als Erbe an die Herren von Zedtwitz. Nach dem Tode des Hans Georg von Zedtwitz fiel 1667 ein Viertel der Zedtwitzschen Besitzungen seinen unmündigen Söhnen Wolf Ernst, Karl Joseph und Hans Christoph zu. Diese beschlossen 1690 eine Erbteilung, wobei per Losentscheid Karl Joseph das Gut Sorg, Wolf Ernst das Gut Neuberg und Johann Christoph von Zedtwitz das Gut Schönbach erhielt. Karl Joseph von Zedtwitz ließ zwischen 1689 und 1692 das Schloss Sorg erbauen. Die drei Anteile erhielten eigene Gerichtsbarkeit, wurden jedoch weiterhin gemeinschaftlich als Herrschaft Neuberg, später als Herrschaft Asch verwaltet. Zum Meierhof gehörten auch eine kleine Brauerei, in der Bier nach englischer Brauart hergestellt wurde, eine Brennerei sowie eine Essigsiederei. Im Tal des Elfhausener Baches lag die Sorgmühle. Die Bewohner der Siedlung lebten von der Landwirtschaft und der Schafzucht.
Im Jahre 1845 gehörte der Sorger Anteil als einer der nach weiteren Teilungen nunmehr fünf Anteile der Herrschaft Asch dem Karl Ludwig von Zedtwitz. Das Schloss und der Weiler Sorg mit „einigen Häusern“ sowie die einschichtige Sorgmühle wurden als Zubehör zur Gemeinde Neuberg aufgeführt. Das Forstrevier Sorg bewirtschaftete eine Waldfläche von 288 Joch 1392 Quadratklafter. Pfarrorte waren Asch bzw. Niklasberg, in Neuberg gab es eine protestantische Filialkirche „Zum Guten Hirten“. Bis zur Mitte des 19. Jahrhunderts blieb Sorg der Herrschaft Asch untertänig.
Nach der Aufhebung der Patrimonialherrschaften bildete Sorg ab 1849 einen Ortsteil der Gemeinde Neuberg im Gerichtsbezirk Asch. Ab 1868 wurde die Ansiedlung Teil des neugebildeten Bezirks Asch. 1885 wurde der Verkehr auf der Lokalbahn Asch-Roßbach aufgenommen, am Fuße des Finkenberges entstand auf freiem Feld zwischen Steinpöhl, Sorg und Elfhausen der Haltepunkt Neuberg.
1906 verkaufte der verschuldete Karl Ludwig von Zedtwitz das Gut Sorg und Neuhaus an den Ascher Textilfabrikanten Wilhelm Fischer, dem das Unternehmen Christian Fischer’s Söhne  (CEFISA) gehörte. Die Unternehmerfamilie Fischer baute das Schloss um und konnte den Grundbesitz in der Folgezeit deutlich vergrößern. Im Jahre 1930 lebten in Sorg ca. 50 Personen.
Nach dem Münchner Abkommen wurde Sorg 1938 dem deutschen Landkreis Asch zugeschlagen. 1939 umfasste das Gut Sorg eine landwirtschaftliche Nutzfläche von 135 ha sowie 996 ha Waldfläche, außerdem gehörten dazu 23 Fischteiche, das „Gasthaus Sorg“, eine Hühnerfarm und eine Erdbeerplantage. Die Trinkwasserversorgung des Gutes erfolgte von Steinpöhl über eine einen Kilometer lange Wasserleitung. Nach dem Ende des Zweiten Weltkriegs kam Sorg zur Tschechoslowakei zurück. Die deutsche Bevölkerung wurde 1946 vertrieben. Das Gut Sorg wurde verstaatlicht. 1948 wurden die entsiedelten Orte Elfhausen und Sorg unter dem Namen Smrčina zusammengefasst; zusammen mit Neuberk wurden sie Teil der Gemeinde Kopaniny. Seit 1961 gehört Smrčina zum Okres Cheb. Das Schloss Smrčina wurde 1963 abgebrochen. Erhalten blieben die Wirtschaftsgebäude. Zwischen 1976 und 1990 gehörte Smrčina zur Stadt Aš, seither ist die Siedlung wieder Teil der Gemeinde Podhradí. Heute besteht Smrčina aus landwirtschaftlichen Anlagen, dem verfallenen Meierhof, der Ruine des Gasthauses und mächtigen Bäumen des ehemaligen Schlossparkes.

## Bauwerk
Im Mittelalter befand sich in Sorg eine Feste. In den Jahren 1689 bis 1692 ließ Karl Joseph von Zedtwitz anstelle der verfallenen Feste ein Schloss errichten. Der größtenteils hölzerne Bau diente den Herren von Zedtwitz als Sommersitz und war von einem ummauerten Garten umgeben.
Der Ascher Textilunternehmer Wilhelm Fischer ließ das Schloss bis 1911 zu einem repräsentativen Familiensitz umbauen.
Während des Zweiten Weltkrieges überließ die Familie Fischer das Schloss einer SS-Einheit als Lazarett. Nach dem Kriegsende wurde die Familie Fischer enteignet und vertrieben. Danach erfolgte die Plünderung des Schlosses. Nach der Bildung des Staatsgutes Smrčina diente das Schloss zunächst als Verwaltungssitz und Lagerhaus des Gutes sowie als Kantine für die Beschäftigten. Der fortschreitende Verfall veranlasste das Staatsgut jedoch nicht zur Instandsetzung, sondern zur Aufgabe des Schlosses. Danach unternahmen Denkmalschützer Notreparaturen an dem ungenutzten Gebäude, das zugleich weiter ausgeplündert wurde. Die nur langsam fortschreitenden und unregelmäßigen Sicherungsarbeiten konnten den gänzlichen Verfall des Schlosses nicht aufhalten. Im Jahre 1963 erfolgte der Abriss des einsturzgefährdeten Schlosses Smrčina. Erhalten blieben seine Grundmauern, die als Silagegrube genutzt werden.